# Trimma filamentosus
Trimma filamentosus es una especie de peces de la familia de los Gobiidae en el orden de los Perciformes.

## Morfología
Los machos pueden llegar a alcanzar los 2,8 cm de longitud total.

## Hábitat
Es un pez de Mar y de clima tropical que vive hasta los 24 m de profundidad.

## Distribución geográfica
Se encuentra desde Jiddah (Arabia Saudita) hasta el Golfo de Aqaba.

## Observaciones
Es inofensivo para los humanos.